# دوازده‌امام (سرپل ذهاب)
دوازده‌امام، روستایی در دهستان قلعه شاهین بخش قلعه شاهین شهرستان سرپل ذهاب در استان کرمانشاه ایران است. این روستا، مرکز بخش قلعه شاهین است.

## جمعیت
بر پایه سرشماری عمومی نفوس و مسکن در سال ۱۳۹۵، جمعیت این روستا برابر با ۷۶۷ نفر (۲۱۱ خانوار) بوده‌است.